# Pseudecheneis sirenica
Pseudecheneis sirenica es una especie de peces de la familia Sisoridae en el orden de los Siluriformes.

## Distribución geográfica
Se encuentra en la cuenca del Brahmaputra en Arunachal Pradesh (India.